# Леонил
Леонил или Бенди или Лиангел или Лангел или Лангеел — боевая и охотничья палица, короткодревковое ударно-дробящее и метательное холодное оружие австралийских аборигенов. 

## Описание
Леонил представляет из себя тонкую киркаподобную палицу-клевец, которую аборигены Австралии используют для войны и охоты. Длина леонил около 70 см, а длина «клюва» составляет около 29 см. Остриё закругленное, иногда имеет изгиб в виде серпа, ребро жёсткости отсутствует. Аборигены делают леонил из твёрдых пород дерева с помощью обжига в золе. Палица чаще всего используется вместе со щитом для рукопашного боя или для охоты как метательное оружие.
Распространена среди аборигенов провинций Виктория, Новый Южный Уэльс и Квинсленд.